# Sanfins (Chaves)
Sanfins, historisierend auch Sanfins da Castanheira, ist eine Ortschaft und Gemeinde im Norden Portugals. Sie ist stark von Abwanderung betroffen.

## Geschichte
Der Ort gehörte seit dem Mittelalter zum Kreis Monforte de Rio Livre, bis zu dessen Auflösung am 31. Dezember 1853. Seither ist Sanfins eine Gemeinde des Kreises Chaves.
Seit 2001 steht die kleine, schlichte Gemeindekirche Igreja Paroquial de São Pedro de Sanfins unter Denkmalschutz.

## Verwaltung
Sanfins ist Sitz einer gleichnamigen Gemeinde (Freguesia) im Kreis (Concelho) von Chaves im Distrikt Vila Real. In ihr leben 200 Einwohner auf einer Fläche von 18 km² (Stand 19. April 2021).
| 1864 | 1878 | 1890 | 1900 | 1911 | 1920 | 1930 | 1940 | 1950 | 1960 | 1970 | 1981 | 1991 | 2001 | 2011 | 2021 |
| 352  | 407  | 472  | 534  | 525  | 511  | 550  | 628  | 734  | 862  | 815  | 762  | 452  | 308  | 236  | 200  |

Folgende Ortschaften liegen in der Gemeinde:
- Mosteiro
- Parada
- Polide
- Sanfins
- Santa Cruz da Castanheira